# Jadwiga legnicka
Jadwiga legnicka (ur. między 1351 a 1357, zm. 1 sierpnia 1409 w Legnicy) – księżna, żona Henryka VI Starszego księcia głogowsko-żagańskiego.
Rodzicami Jadwigi byli Wacław I, książę legnicki (zm. 1364) i Anna Cieszyńska (zm. 1367). Otrzymała imię popularne wśród Piastów dolnośląskich. Imię w równym stopniu jest imieniem dynastycznym i kultowym, nawiązującym do imienia siostry dziadka Jadwigi klaryski wrocławskiej oraz św. Jadwigi, żony Henryka Brodatego. Po 26 sierpnia 1371 roku a przed 22 listopada 1372 roku poślubiła księcia głogowsko-żagańskiego Henryka VI. Z małżeństwa z Henrykiem Jadwiga miała jedno dziecko, nie wiadomo, syna czy córkę, które bardzo wcześnie zmarło. Małżeństwo Jadwigi i Henryka nie był szczęśliwe. Po śmierci dziecka, Henryk od 1378 roku książę żagański mieszkał głównie w Krośnie Odrzańskim i Bytnicy. Jadwiga przebywała w Żaganiu. Owdowiała w grudniu 1393 roku. Z tytułu dożywocia została władczynią księstwa żagańskiego obejmującego Żagań, Krosno, Bobrowice, Nowogród Bobrzański i Świebodzin. Księstwem rządziła dobrze. W 1403 ustąpiła na rzecz synów swego szwagra, Henryka VIII Wróbla. Resztę życia spędziła w Legnicy na dworze swego brata, księcia Ruperta I. 
Zmarła 1 sierpnia 1409 w Legnicy. Pochowana w Legnicy w kolegiacie pw. Bożego Grobu.

## Potomstwo
- Dziecko o nieznanej płci i imieniu – zmarło bardzo wcześnie.

## Życiorys
- S W. Korcz, Zarys dziejów politycznych Świebodzina (księstwo głogowskie), „Zielonogórskie Zeszyty Muzealne”, T. 5, 1975r.
- K. Jasiński, Jan I [w:] Polski Słownik Biograficzny, T. 10, Wrocław 1962-1964r.
- Kazimierz Jasiński, Rodowód Piastów Śląskich, tom II, Piastowie świdniccy, ziębiccy, głogowscy, żagańscy i oleśniccy, Wrocław, 1975.
- K. Jasiński, Rodowód Piastów Śląskich, tom II, Piastowie świdniccy, ziębiccy, głogowscy, żagańscy i oleśniccy, Kraków: Avalon, 2007, ISBN 978-83-60448-28-1.